# داش پالکی
داش پالکی نام یک مجموعه تلویزیونی ایرانی است که در سال ۱۳۴۹ و به کارگردانی «سهراب اخوان» ساخته شد و از تلویزیون ملی ایران پخش گردید.

## خلاصه داستان
این مجموعه تلویزیونی، درباره یکی از جوانمردان و لوطی‌های قدیمی به نام «داش‌پالکی» و آدم‌های معمولی دیگری در عصر قاجاریه است که در هر قسمت، گوشه‌ای از وقایع زندگی آنها در مواجهه با یکدیگر به تصویر کشیده می‌شود و بدین ترتیب در خلال این داستان‌ها، بخشی از مسائل اجتماعی دوران قاجاریه نیز مطرح می‌گردد.

## بازیگران و عوامل تولید

### بازیگران
- جهانگیر صمیمی‌فرد در نقش «داش‌پالکی»
- منوچهر حامدی در نقش «داروغه»
- ناصر گیتی‌جاه
- نعمت‌الله گرجی
- اسماعیل محمدی[۲]
- محمد ابهری[۳]
- مورین
- مجتبی یاسینی
- حسین واعظی
- فریده اخوان
- عذرا ابهری
- علی اکبر مهدوی‌فر
- عنایت ورجاوند
- علی احمدی
- علی شوقیان
- خسرو پیمان
- باقر کریم‌پور
- ناهید حقانی
- منیژه زرین
- زهرا جابری
- فخری پازوکی
- خسرو خسروی

### عوامل تولید
- کارگردان: سهراب اخوان
- نویسنده: شجاع‌الدین مصطفی‌زاده
- فرمت: ۱۶ میلیمتری، سیاه و سفید
- ۳۹ قسمت
- محصول: «گروه هنری پارت» و تلویزیون ملی ایران
- سال تولید: ۱۳۴۹